# Miro à poitrine jaune
Eopsaltria australis
Espèce
Statut de conservation UICN

 LC  : Préoccupation mineure
Le Miro à poitrine jaune (Eopsaltria australis) est une espèce de passereaux de la famille des Petroicidae vivant dans les régions côtières et avoisinantes de l'est de l'Australie. On le trouve de l'extrême sud-est de l'Australie-Méridionale en passant par la plus grande du Victoria et la moitié est de la Nouvelle-Galles du Sud pour remonter au nord jusqu'à Cooktown. Au Queensland tropical les oiseaux vivent principalement dans les hauteurs de la Cordillère australienne.

## Taxonomie
Il a été décrit par l'ornithologue George Shaw en 1769. On en connait deux sous-espèces, celle du nord (subsp. chrysorrhoa) et la sous-espèce nominale (subsp. australis). La première était auparavant considérée comme une espèce distincte.

## Description
Avec 15 à 16 cm de longueur, c'est l'un des plus grands Petroicidae et l'un des plus faciles à observer. Les couples et les petites familles se créent un territoire parfois pour une année, parfois pour une saison et semblent peu troublés par la présence humaine. Ils ne semblent pas migrer sur de grandes distances mais ont de petits  mouvements locaux avec les saisons, généralement en altitude à la saison chaude.

## Répartition et habitat
Il occupe un large éventail de territoires: landes, broussailles, mallees, bois et forêts sclérophylles, mais le plus souvent on le trouve dans des endroits les plus humides ou près de l'eau. Comme tous les Petroicidae, il a tendance à habiter les endroits assez sombres, ombragés et de se tenir sur un perchoir, généralement un tronc d'arbre, des fils, ou une branche basse pour chasser.

## Alimentation
Son régime alimentaire est fait d'un large éventail de petits animaux, généralement des insectes.

## Nidification
La reproduction a lieu au printemps et, comme pour beaucoup d'oiseaux australiens, est souvent communautaire. Le nid est une coupe soignée faite de végétaux et de toiles d'araignée, généralement placée dans la fourche d'un arbre, et habilement cachée par des lichens, de la  mousse, de l'écorce ou des feuilles.

## Sous-espèces
D'après Alan P. Peterson, il existe deux sous-espèces :
- Eopsaltria australis australis (Shaw, 1790) ;
- Eopsaltria australis chrysorrhos Gould, 1869.

## Galerie

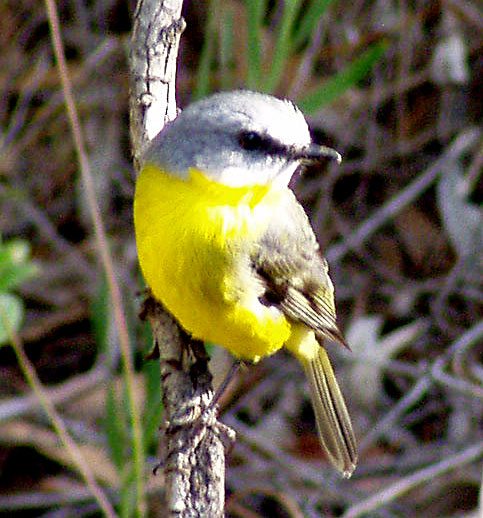
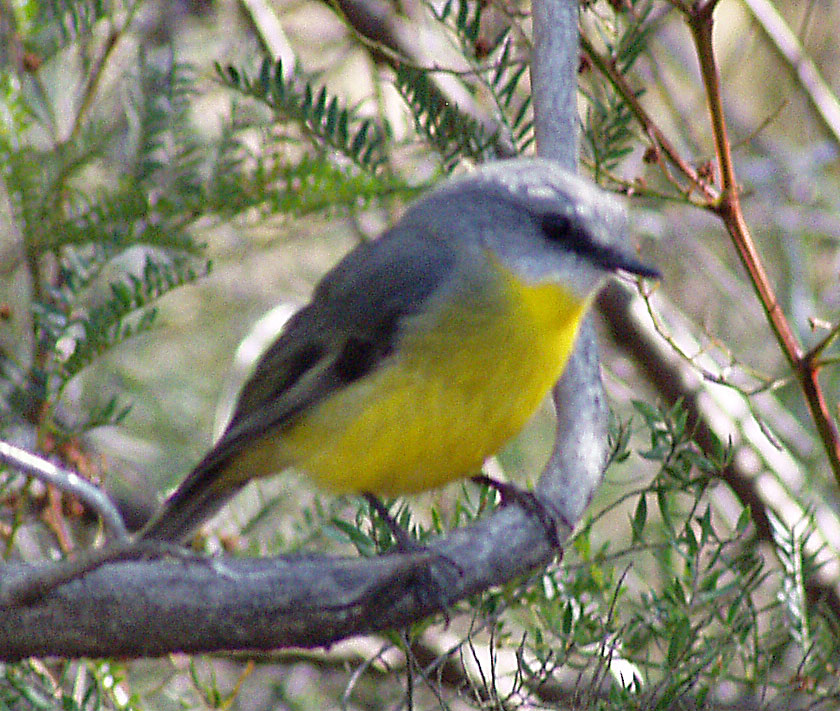
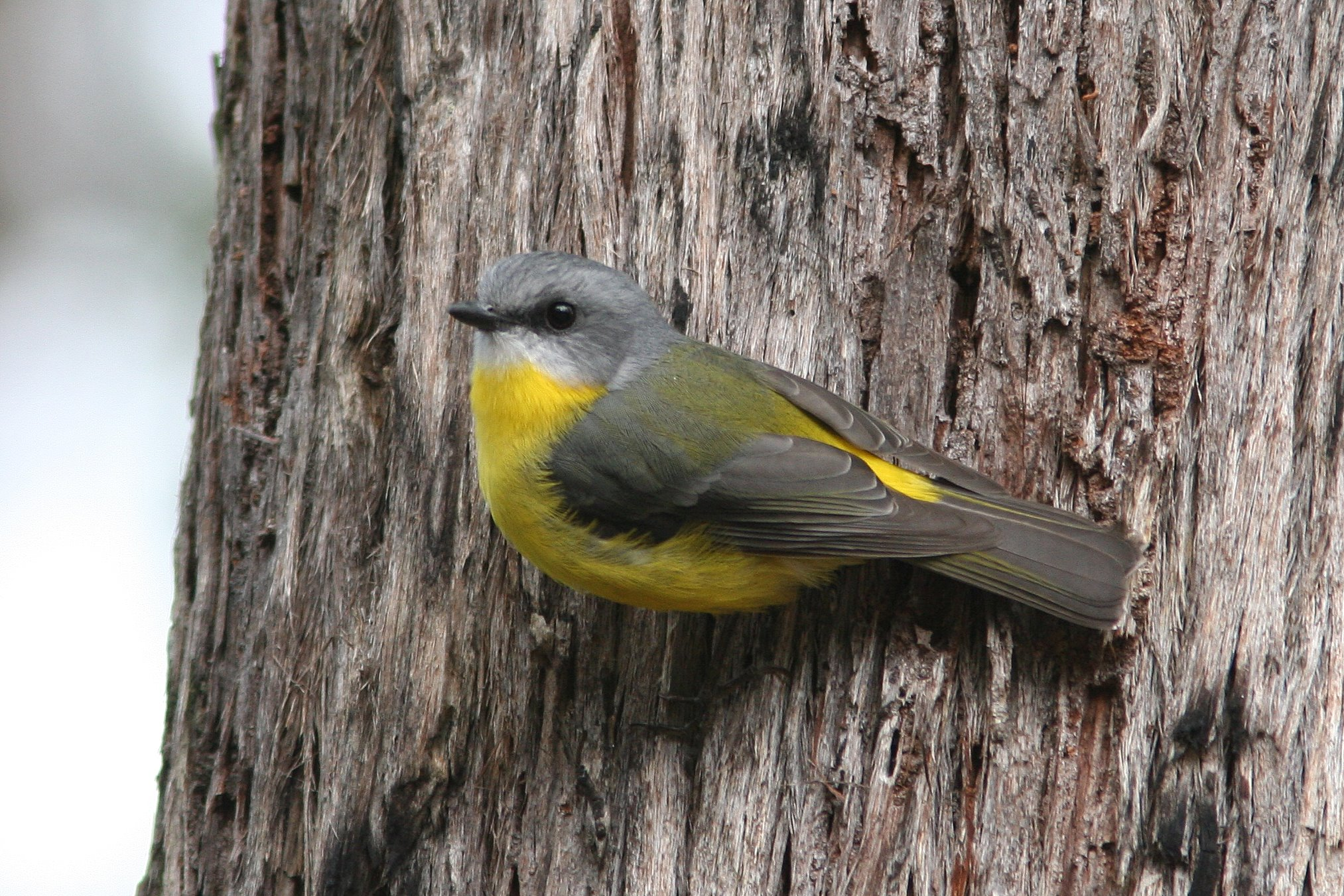
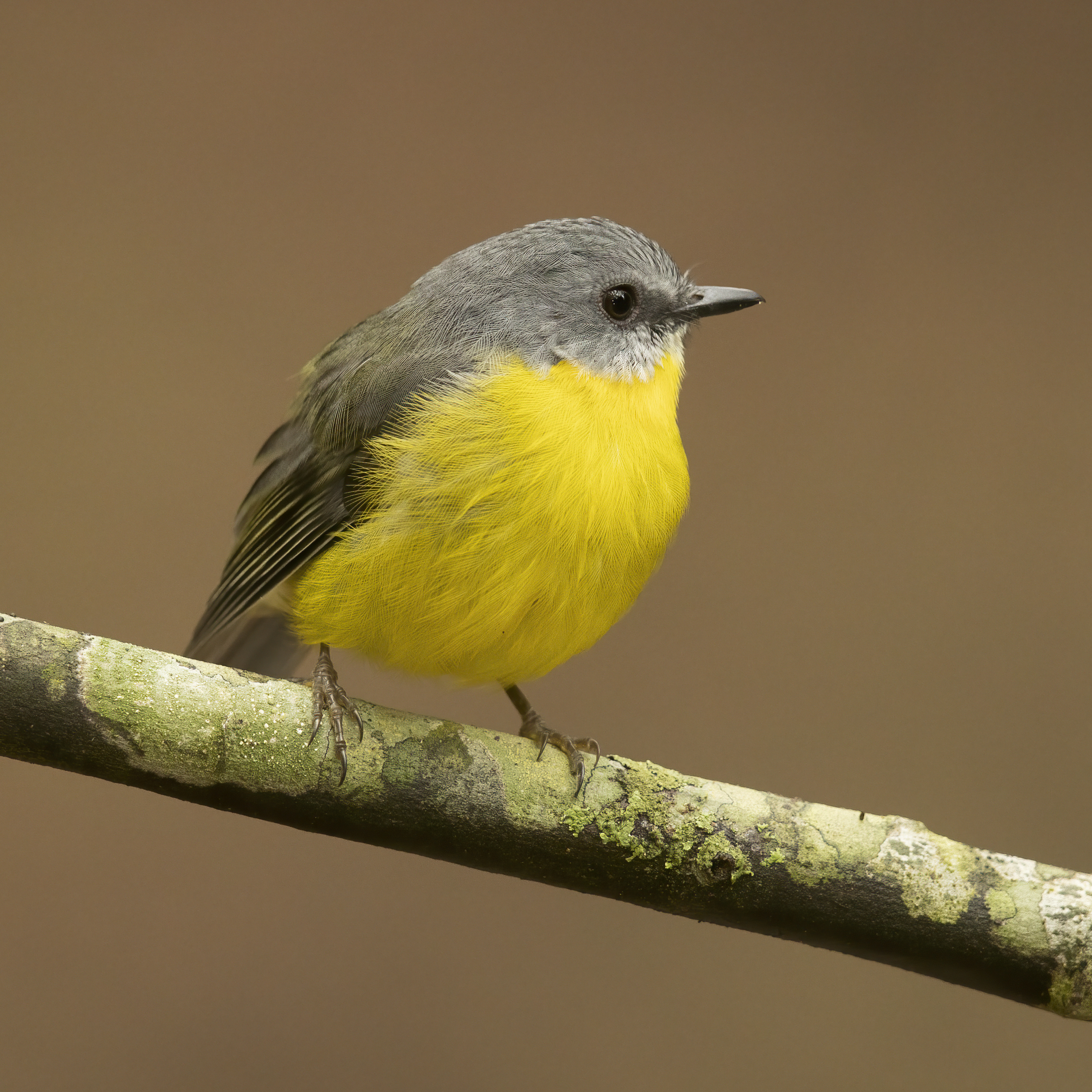